# Гинеевка
Гине́евка либо Гениевка либо Генеевка (укр. Геніївка) — село, Гинеевский сельский совет, Змиёвский район, Харьковская область, Украина.
Население по переписи 2001 года составляло 2788 (1292/1496 м/ж) человек.
До 2020 года являлось административным центром Гине́евского сельского совета, в который, кроме того, входили посёлки
Да́чное,
За́нки,
Куро́ртное и
Украинское.

## Географическое положение
Село находится в 12 км от Змиёва на левом берегу реки Гни́лица, которая через 5 км впадает в реку Северский Донец (левый приток);
на противоположном берегу Гнилицы, восточнее, расположено примыкающее к Гинеевке село Шелудько́вка,
Гинеевка примыкает к посёлку Украинское, находящемуся юго-западнее;
на расстоянии одного км на запад, ближе к берегу Донца, расположен посёлок Куро́ртное;
на противоположном берегу Донца, северо-западнее, находится в трёх километрах село Черемушное, где расположена станция Гинеевка;
в шести километрах севернее, на противоположном берегу Донца, расположено село Мохнач.
Русла рек сильно заболочены, образуют лиманы и озёра, в том числе озеро Черничное и озеро Белое.
Рядом с селом несколько железнодорожных станций — Дом отдыха (в 1 км юго-западнее), Занки (3,5 км южнее), Платформа 7 км (1,5 км восточнее), Гинеевка (3 км западнее).
К селу примыкает небольшой лесной массив (сосна).

## История
- 1666[4] — дата основания казачьей слободы Гинеевка[12]. Некоторое время слобода входила в Змиевской казачий полк.
- В 1838 году село перенесли на новое место[13].
- До ВОСР являлась слободой, затем селом Шелудько́вской волости Змиевского уезда Харьковской губернии Российской империи.
- Во время гражданской войны и австро-немецкой оккупации в 1918 - 1919 годах в окрестностях села действовали несколько советских партизанских отрядов под командованиями О.П. Ковалёва, Л.К. Гирмана, Я.О. Русина, П.Л. Нагорного[11].
- Первый ТСОЗы (Товарищества совместной обработки земли) возникли здесь в 1919 году[11].
- С 1921 года и до ВОВ в селе часто проводились коммунистические субботники[11].
- Во время Великой Отечественной войны село находилось под немецкой оккупацией с конца октября 1941 по февраль 1943 и с марта 1943 по начало сентября 1943.
- В 1966 году в селе проживали 3579 человек;[11] здесь работали средняя и восьмилетняя школы, библиотека, клуб, бытовая мастерская;[11] улицы были озеленены и в основном с твёрдым покрытием;[11] в селе работали два колхоза: имени Ленина, названный именем В. И. Ленина, и "Красный партизан", названный в честь красных партизанских отрядов 1918-1919 годов, действовавших в соседних лесах; у колхозов были 4800 га земельных угодий и специализация на зерновых культурах, сахарной свекле, гречихе и подсолнечнике[11].
- При СССР в селе действовал объединённый совхоз «Гине́евский», созданный после 1967 года.[7]
- В 1993 году в селе Гинеевка[3] работали:[3] детский сад, сельский клуб, Гинеевское отделение связи[6], пожарное депо, радиоузел, Гинеевский сельсовет[8], мастерские, весовая, школа, совхоз «Гинеевский».[7]
- В 1992-2022 годах село официально называется Гинеевка.[1][3][8][6]

## Экономика
- Молочно-товарная ферма.
- Теплицы.
- Фермерское хозяйство.

## Транспорт
- Железнодорожная станция Южной железной дороги Гинеевка расположена на расстоянии трёх км к западу от села на противоположном, правом берегу Северского Донца.

## Объекты социальной сферы
- Школа.
- Стадион.
- Фельдшерско-акушерский пункт (ФАП).

## Достопримечательности
- Братская могила советских воинов РККА, погибших при освобождении села в 1943 году.[10]

## Экология
Рядом с селом проходит ЛЭП 330 киловатт.